# Wu Ma
Wu Ma (chinesisch 午馬 / 午马, Pinyin Wǔ Mǎ, Jyutping Ng5 Maa5, * 22. September 1942 als Fung Wang-yuen 馮宏源 / 冯宏源,  Féng Hóngyuán, Jyutping Fung4 Wang4jyun4 in Tianjin, China; † 4. Februar 2014 in Hongkong) war ein in Hongkong agierender Schauspieler, Regisseur, Filmproduzent und Drehbuchautor. Wu Ma – bürgerlicher Name Fung, Wang-yuen – hatte sein Leinwanddebüt im Jahr 1963 und ist mit über 300 Auftritten inklusive 49 Regiearbeiten innerhalb von fünfzig Jahren berühmt geworden.
Er war eines der bekanntesten Gesichter in der Geschichte des Hongkong-Kinos und hatte im Westen seinen Durchbruch mit der Rolle des geisterjagenden Taoisten in A Chinese Ghost Story von Regisseur Ching Siu-Tung.

## Karriere
Mit 16 Jahren erlernte Ma den Beruf des Maschinisten, bevor er nach Hongkong übersiedelte. Nach seiner Immigration im Jahr 1960 fand er zuerst Arbeit in der Textitelfabrik in Hongkong. 1962 schrieb sich Ma in einen Schauspielkurs bei den Studios der Shaw Brothers ein. Ein Jahr später gehörte er zusammen mit Lo Lieh zu den ersten Absolventen in der damals neuen Schauspielschule der Shaw-Brothers-Studios. Er wurde Vertragsschauspieler bei den Shaw Brothers und feierte sein Debüt mit „Lady General Hua Mulan“. Er war ein Charakterdarsteller und nahm sich einen kurzen Künstlernamen, um so besser im Gedächtnis des Publikums zu bleiben. Als ihm später auf einer Reise nach Japan bei einem Film der Platz des verhinderten Filmregieassistenten angeboten wurde, willigte er ein. Nach den Erfahrungen, die er am Set machte, entschied Wu Regisseur zu werden. Er machte Erfahrungen unter den Regisseure Chang Cheh und King Hu, die ihn als „Lehrling“ unter den Armen griff. Sein Regiedebüt „Wrath of the Sword“ folgte 1970. Er drehte Vorläufer von Kung-Fu-Komödien, mit denen beispielsweise Sammo Hung (Der Dicke mit dem Superschlag; Iron Fisted Monk) und Jackie Chan (Die Schlange im Schatten des Adlers; Zwei Schlitzohren in der Knochenmühle) im gleichen Jahrzehnt sehr erfolgreich wurden. Die späteren Martial-Arts-Stars besetzten Wu Ma oft in ihren Kinoproduktionen.
Wu Ma drehte mit vielen bekannten Größen des Genres und zeigte neben seinem Talent als Regisseur auch immer wieder in vielen kleinen Rollen seine Schauspielfähigkeit. Oft wurde er als Polizist oder Mönch besetzt.
Nach seiner Rolle als Dämonenjäger in der Tsui-Hark-Produktion A Chinese Ghost Story, spielte er in vielen Filmen, die übernatürliche Themen hatten, mit.
Mit dem Filmemacher Tsui Hark arbeitete er kurz darauf auch an „Once upon a Time in China“ und „Swordsman“ mit. Nachdem Mitte der 1990er Jahre die Filmindustrie in Hongkong begann einzubrechen, verlangsamte sich auch Wu Ma’s Karriere und er verlagerte den Schwerpunkt zu den Low-Budget-Filmen und Fernsehproduktionen.
Wu Ma starb 2014 an Lungenkrebs, der bei ihm zu spät diagnostiziert wurde. Nach etwa zehn Monaten starb er friedlich im Kreis der Familie in seinem Zuhause in Hong Kong im Alter von 71 Jahren.

## Privat
Wu Ma heiratete spät in den 1990er Jahren mit über 50 Jahren die aus Nanking stammende junge Schauspielkollegin MA Yan (馬艷). Sie lernten sich erstmals beim Filmdreh auf der Arbeit in Shenzhen kennen. Gemeinsam haben sie eine Tochter – geboren 1998.

## Filmografie (Auswahl)
Quelle: Internet Movie Database, Hong Kong Movie Database

### Schauspieler
- 1965: Wang Yu – Der Tempel des roten Lotus (Jiang hu qi xia)
- 1969: Die Rückkehr des Königstigers (Du bei dao wang)
- 1970: The Wandering Swordsman (You xia er)
- 1971: The Mad Killer (Feng kuang sha shou)
- 1971: Tang Ching – Furien am Gelben Fluss (Long ya jian)
- 1972: Die sieben Schläge des gelben Drachen (Sui woo juen)
- 1972: König der Shaolin (Kuai huo lin)
- 1973: Ting Lu – Der grausame Tiger (Xiao lao hu)
- 1973: Wu Kung – Herr der blutigen Messer (Xiao lao hu)
- 1975: Gelbe Faust und blaues Auge (Lang bei wei jian)
- 1975: Die Eroberer (Dong kai ji)
- 1977: The Iron Fisted Monk (San De huo shang yu Chong Mi Liu)
- 1977: Der Tiger mit der Todeskralle (Xue yu)
- 1977: Die Schule des Shaolin (Tie hou zi)
- 1978: Half a Loaf of Kung Fu (Yi zhao ban shi chuang jiang hu, Cameo)
- 1978: Revenge of the Shaolin Kid (Gu tong xiao, Cameo)
- 1979: Der Todeshauch des goldenen Drachen (Tao tie gong)
- 1979: Der Vollstrecker der Shaolin (Hao xiao zi di xia yi zhao)
- 1980: By Hook or by Crook (Xian yu fan sheng)
- 1980: Encounter of the Spooky Kind (Gui da gui)
- 1980: Laughing Times (Hua ji shi dai)
- 1981: Die Todesfaust des kleinen Drachen (Hua ji shi dai, Cameo)
- 1982: The Dead and the Deadly (Ren xia ren)
- 1982: Carry On Pickpocket (Tai fong siu sau)
- 1983: Winners and Sinners (Qi mou miao ji: Wu fu xing)
- 1983: Der Superfighter ('A' gai wak)
- 1984: Hong Kong 1941 (Dang doi lai ming)
- 1984: Powerman (Kuai can che)
- 1984: Pom Pom (San yung seung heung pau)
- 1984: Hocus Pocus (Ren xia gui)
- 1984: The Owl vs. Bumbo (Mao tou ying yu xiao fei xiang)
- 1985: Powerman 2 (Xia ri fu xing)
- 1985: Ultra Force – Teil 2 (Huang jia shi jie, Cameo)
- 1985: Powerman 3 (Long de xin)
- 1985: Mr. Vampire (Geung see sin sang)
- 1986: Mr. Vampire II (Geung see ga zuk)
- 1986: Pom Pom Strikes Back (Shuang long tu zhu)
- 1986: 100 Ways to Murder Your Wife (Sha qi er ren zu, Cameo)
- 1986: New Mr. Vampire (Shuang long tu zhu, Cameo)
- 1986: Shanghai Police – Die wüsteste Truppe der Welt (Foo gwai lip che)
- 1986: Tage des Terrors (Zhi fa xian feng)
- 1986: Peking Opera Blues (Do ma daan)
- 1987: Return of the Demon (Moh go yat jeung)
- 1987: A Chinese Ghost Story – Verführung aus dem Reich der Toten (Sien lui yau wan)
- 1987: Vampire’s Breakfast (Ling chen wan can)
- 1987: Der Voodoo-Fluch (Scared Stiff)
- 1987: Mr. Vampire Part 3 (Ling wan sin sang)
- 1987: Operation Eastern Condors (Dung fong tuk ying)
- 1988: Mr. Vampire IV (Geung see suk suk)
- 1988: Leben hinter Masken (Qi xiao fu)
- 1988: Spooky, Spooky (Gui meng jiao)
- 1988: Police Story 2 (Ging chaat goo si juk jaap)
- 1988: Action Hunter (Fei lung mang jeung)
- 1989: Just Heroes (Yee dam kwan ying)
- 1989: Miracles – Der beste Boss der Unterwelt (Keijik)
- 1990: Magic Cop (Qu mo jing cha)
- 1990: Meister des Schwertes (Siu ngo gong woo)
- 1990: A Chinese Ghost Story II (Sien lui yau wan II: Yan gaan dou)
- 1990: Pantyhose Hero (Zhi fen shuang xiong)
- 1991: The Magnificent Scoundrels (Ching sing)
- 1992: China Dolls (Dak kui oi no)
- 1992: A Kid from Tibet (Xi Zang xiao zi)
- 1992: Exorcist Master (Qu mo dao zhang)
- 1993: Painted Skin (Hua pi zhi: Yin yang fa wang)
- 1994: Deadful Melody (Luk chi kam moh)
- 1995: Total Risk (Shu dan long wei)
- 1995: Don’t Give a Damn (Mou mian bei)
- 1996: Iron Monkey 2 (Jie tou sha shou)
- 2005: House of Fury (Jing mo gaa ting)
- 2007: Nicht ohne meine Leiche (Luo ye gui gen)
- 2011: White Vengeance – Kampf um die Qin-Dynastie (Hong men yan chuan qi)
- 2012: The Painter (Huasheng, 畫聖)
- 2015: Qingnian Huo Yuanjia zhi Chong chu jianghu (Fernsehserie)

### Regie
- 1970: Wrath of the Sword (Nu jian kuang dao)
- 1971: Tang Ching – Furien am Gelben Fluß (Long ya jian)
- 1972: Die sieben Schläge des gelben Drachen (Shui hu zhuan)
- 1973: Ting Lu – Der grausame Tiger (Xiao lao hu)
- 1973: Die Teufelspiraten von Kau-Lun (Da hai dao)
- 1974: Shaolin – Der Todesschrei des Panthers (Da tie nu)
- 1974: Gelbe Faust und blaues Auge (Lang bei wei jian)
- 1974: The Manchu Boxer (Qi sheng quan wang)
- 1974: April Fool
- 1975: The Protectors (Biao qi fei yang)
- 1975: Die Eroberer (Dong kai ji)
- 1975: Die Falle des gelben Drachens (The Golden Triangle)
- 1976: Shaolin – Die Rache mit der Todeshand (Fang Shi Yu yu Hu Hui Qian)
- 1976: Der Todesblitz der Shaolin (Cai li fa xiao zi)
- 1976: Der Tempel der Shaolin (Shao Lin si)
- 1976: Die unschlagbaren Sieben (Ba dao lou zi)
- 1977: Der Tiger mit der Todeskralle (Xue yu)
- 1977: The Naval Commandos (Hai jun tu ji dui)
- 1977: Shaolin Deadly Kicks (Tai ji ba jiao)
- 1977: Die unbesiegbaren Zwei (Jiang hu han zi)
- 1978: Showdown at the Cotton Mill	(Hu Hui Gan xue zhan xi dan si)
- 1978: The Murder of Murders (Yu qing ting)
- 1978: Snake-Crane Secret (She hao dan xin zhen jiu zhou)
- 1979: The Handcuff (Shou kou)
- 1979: Eunuch of the Western Palace (Bai Ma Su che gou hun fan)
- 1979: Flying Sword Lee
- 1980: Ti Lung – Die tödliche Kobra (Xia gu ying xiong zhuan)
- 1980: Kung-Fu of Eight Drunkards (Zui ba xian quan)
- 1981: Beware of Pickpockets (Huan le shen xian wo)
- 1981: Brave Commando (Shen yong tu ji dui)
- 1982: The Dead and the Deadly (Ren xia ren)
- 1985: Mr. Boo Meets Pom Pom (Ji yung sam bo)
- 1986: Shyly Joker (Xiao sheng xian chou)
- 1987: My Cousin, the Ghost (Biao ge dao)
- 1988: Picture of a Nymph (Hua zhong xian)
- 1989: Just Heroes (Yee dam kwan ying)
- 1989: Burning Sensation (Huo zhu gui)
- 1990: Stage Door Johnny (Wu tai zi mei)
- 1990: Story of Kennedy Town (Sai Wan dik goo si)
- 1991: Fox Legend (Ling hu)
- 1991: Devil Gambler (Du Mo)
- 1992: Exorcist Master (Qu mo dao zhang)
- 1993: Kickboxer (Gui jiao qi)
- 1994: The Chinese Ghostbuster (Zhong Kui jia mei)
- 1994: Circus Kids (Ma hei siu chi)
- 1999: Generation Consultant
- 1999: Generation Pendragon (Yi dai xiao xiong cao cao)
- 2005: Insuperable Kid (Wudi Xiaozi Huo Yuanjia)
- 2006: The Best Banquet in the World

## Auszeichnungen
Quelle: Internet Movie Database

### Golden Horse Film Festival
Beste Nebenrolle
- 1987: Wu Ma; „A Chinese Ghost Story“[10]

Bester Film
- 1978: Nominiert: Wu Ma; „The Murder of Murders“ (玉蜻蜓 Yùqīngtíng)[11][12]

### Internationales Filmfestival Shanghai
Beste männliche Hauptrolle
- 2012 Wu Ma; „The Painter“[12][13][14]

### Hong Kong Film Awards
Beste Nebenrolle
- 1987: Nominiert: Wu Ma; „Righting Wrongs“
- 1988: Nominiert: Wu Ma; „A Chinese Ghost Story“
- 1989: Nominiert: Wu Ma; „Last Eunuch in China“

Beste Regie
- 1984: Nominiert: Wu Ma; „The Dead and the Deadly“

Bester Film
- 1984: Nominiert: „The Dead and the Deadly“

### Huading Awards
Lebenswerk
- 2016: „Lifetime Achievement Award“